# Mas de Sentigosa
El Mas de Sentigosa o Mas de Santigosa és un mas situat al municipi de Sant Joan de les Abadesses, a la comarca catalana del Ripollès. inclosa a l'Inventari del Patrimoni Arquitectònic de Catalunya.

## Descripció
La casa de Santigosa consta de quatre volums esglaonats que s'adapten al fort pendent del terreny, l'edifici principal se situa per sota dels altres dos. Correspon a una tipologia de masia fortificada amb teulat a dues aigües que al segle xviii, i per raons més culturals que climatològiques, se li afegeix un cos davanter de voltes a la façana principal, orientada a migdia. Els quatre edificis són l'estatge principal, de tres plantes.Es pot observar a la banda esquerra un engrandiment posterior de la mateixa.